# The Day Is My Enemy
Albums de The Prodigy
World's on Fire No Tourists
The Day Is My Enemy est le sixième album de The Prodigy, produit par Three Six Zero/Warner Bros. Records aux États-Unis, et sorti le 30 mars 2015.
Le premier single, Nasty, The Day is my Enemy et Wild Frontier sont disponibles en téléchargement à ceux qui pré-commandent l'album sur leur site officiel.
Flux Pavilion et Sleaford Mods sont respectivement présents sur les titres Rhythm Bomb et Ibiza.
Rise of the Eagles est un bonus track (titre de musique supplémentaire) disponible sur iTunes et d'autres sites .

## Liste des titres
| No  | Titre               | Durée |
| --- | ------------------- | ----- |
| 1.  | The Day Is My Enemy | 4:24  |
| 2.  | Nasty               | 4:03  |
| 3.  | Rebel Radio         | 3:52  |
| 4.  | Ibiza               | 2:45  |
| 5.  | Destroy             | 4:28  |
| 6.  | Wild Frontier       | 4:28  |
| 7.  | Rok-Weiler          | 3:50  |
| 8.  | Beyond the Deathray | 3:08  |
| 9.  | Rhythm Bomb         | 4:12  |
| 10. | Roadblox            | 5:00  |
| 11. | Get Your Fight On   | 3:38  |
| 12. | Medicine            | 3:56  |
| 13. | Invisible Sun       | 4:16  |
| 14. | Wall of Death       | 4:12  |